# 처음 받은 느낌으로
《처음 받은 느낌으로》는 1993년 킹 레코드에서 발매한 대한민국의 싱어송라이터 한동준의 2집 정규 음반이다. 이 음반은 한동준에게 처음으로 지명도를 안겨준 출세 음반이다. 잔잔한 기타 선율의 발라드 〈너를 사랑해〉는 타이틀곡도 아닌 B면 두 번째 트랙이었지만, 각종 인기 가요 차트에 진입하며 히트했다. 

## 수록곡 목록
| #   | 제목                   | 작사·작곡 | 편곡   | 재생 시간 |
| --- | ---------------------- | --------- | ------ | --------- |
| 1.  | 〈처음 받은 느낌으로〉 | 김광진    | 조동익 | 4:16      |
| 2.  | 〈꼬마 인형〉          | 김광진    | 조동익 | 3:44      |
| 3.  | 〈천국과 같은 나라〉   | 한동준    | 조동익 | 3:14      |
| 4.  | 〈파블로〉             | 김광진    | 조동익 | 4:28      |
| 5.  | 〈사랑하는 사람들〉    | 한동준    | 조동익 | 3:50      |
| 6.  | 〈사랑은 그렇게〉      | 한동준    | 조동익 | 3:59      |
| 7.  | 〈너를 사랑해〉        | 한동준    | 조동익 | 4:22      |
| 8.  | 〈아름다운 꿈〉        | 손진태    | 손진태 | 3:49      |
| 9.  | 〈내안에 있는 그대〉   | 박인영    | 조동익 | 4:10      |
| 10. | 〈다시 만나는 날엔〉   |           | 한동준 | 2:32      |

## 만든 사람들
- 프로듀서 - 조원익
- 믹싱 엔지니어 - 임창덕
- 레코딩 스튜디오 - 가락 스튜디오
- 조동익 - Bass, Computer Programming
- 김영석 - Drum
- 박용준 - Piano, Synth
- 박영용, 김영석 - Percussion
- 이정식 - Flute
- 장필순, 윤영로, 조규찬, 김광진, 이희승 - Background Vocal
- 아트워크 - 베스트 디자인
- 사진, 디자인 - 김중만